# Nazeeh Johnson
Nazeeh Johnson (Martinsburg, 17 luglio 1998) è un giocatore di football americano statunitense che milita nel ruolo di safety per i Kansas City Chiefs della National Football League (NFL).

## Carriera

### Kansas City Chiefs
Al college Johnson giocò a football alla Marshall University. Fu scelto nel corso del settimo giro (259º assoluto) assoluto nel Draft NFL 2022 dai Kansas City Chiefs. Fu svincolato il 30 agosto 2022 e rifirmò con la squadra di allenamento il giorno successivo. Fu promosso nel roster attivo il 28 settembre 2022. Nella sua stagione da rookie disputò 11 partite, nessuna delle quali come titolare, con 8 tackle.

## Palmarès
- Super Bowl : 2

Kansas City Chiefs: LVII,LVIII
- American Football Conference Championship: 2

Kansas City Chiefs: 2022, 2023